# Vitromusée Romont
Le Vitromusée Romont, anciennement Musée suisse du vitrail fondé en 1981, est situé dans le Château de Romont, dans le canton de Fribourg, en Suisse.

## Historique
Le Musée suisse du vitrail est fondé en 1981 à Romont, dans le canton de Fribourg. Jusqu'en 2006, l'affluence annuelle oscille entre 15 000 et 18 000 spectateurs. Le musée inaugure sa rénovation et son agrandissement dans le Château de Romont en octobre 2006,. À cette occasion, le musée change de nom, qui devient Vitromusée, ; il est inscrit comme bien culturel suisse d'importance nationale, tout comme le château qui l'accueille.
De juillet à novembre 2007, le musée attire 25 000 visiteurs à l'occasion de l'exposition « Chagall - Le vitrail. La couleur de l'amour ».
Du 15 juin au 2 novembre 2014, le Vitromusée expose l'œuvre « Bouquet de Chagall », de Marc Chagall.

## Structure

### Vitrofestival
Le Vitrofestival est une biennale des arts du verre organisée au Vitromusée depuis 2007,. La manifestation attire près de 5 000 spectateurs en 2015.

### Vitrocentre
Le Vitrocentre, anciennement Centre suisse de recherche sur le vitrail, est fondé en 1988,.